# Francesco Marzullo
Francesco Marzullo (Milazzo, 14 dicembre 1905 – Brescia, 8 novembre 1988) è stato un calciatore italiano, di ruolo ala destra.

## Biografia
Appassionato sportivo, effettuò più volte la traversata dello Stretto di Messina a nuoto e partecipò in più occasioni alla Targa Florio. Nato in una famiglia numerosa e benestante, riuscì a conciliare l'attività sportiva con lo studio: si laureò infatti in ingegneria.
Già tenente di fanteria ai tempi della leva, fu richiamato alle armi e prese parte alla Guerra d'Africa. Dopo la fine del conflitto bellico tornò a Messina, dedicandosi all'attività imprenditoriale: fondò una impresa edile attiva a Messina ed in provincia.

## Carriera
Ha militato in Prima Divisione, massimo campionato dell'epoca, con le maglie dell'Umberto I Messina e dell'U.S. Messinese. Fece il suo esordio in Prima Divisione il 5 marzo 1922 con la maglia dell'Umberto I nella sfida contro l'U.S. Messinese, terminata 2-2.
Ha successivamente militato nella Seconda Divisione 1926-1927 sempre con la Messinese, e nella Seconda Divisione 1927-1928 con l'U. S. Peloro. Ha disputato il Campionato Meridionale 1928-1929 con la maglia dell'A.C. Messina, e nella stagione successiva è tornato in forza al Peloro. In seguito ha militato in squadre romane.